# Warum Israel
Warum Israel (Originaltitel: Pourquoi Israël) ist ein Dokumentarfilm des französischen jüdischen Regisseurs Claude Lanzmann aus dem Jahr 1973.

## Handlung
25 Jahre nach der Gründung des Staates Israel stellt Lanzmann Gründe für dessen Notwendigkeit vom jüdischen Standpunkt aus dar. Obwohl er die Argumentation aus Sichtweise anderer Religionen und Bevölkerungsgruppen deren Mitgliedern selber überlassen will, soll Warum Israel nicht als einseitiger Propagandafilm verstanden werden. Auch Palästinenser oder Mitglieder der PLO kommen im Film nicht selbst zu Wort. Stattdessen wurden unter anderem Emigranten aus Deutschland, Tzabarim und Sephardim interviewt. Bei den Gesprächspartnern handelt es sich um Menschen verschiedener Prägung wie Intellektuelle, Polizisten, Dockarbeiter oder Gefängnisinsassen.

## Hintergrund
Warum Israel – der erste Film Lanzmanns – entstand 1972, nachdem er Jahre zuvor bereits erfolglos versucht hatte, das Thema schriftlich abzuhandeln. Die Premiere fand nur drei Tage nach Ausbruch des Jom-Kippur-Krieges im Oktober 1973 auf dem New Yorker Filmfest statt.
Am 25. Oktober 2009 verhinderten Mitglieder der Gruppierung Internationales Zentrum B5 eine Aufführung der Dokumentation im Kino B-Movie im Hamburger Stadtteil St. Pauli. Lanzmann erklärte, er sei „schockiert“; dies sei das erste Mal, dass die Aufführung eines seiner Filme verhindert worden sei. Die Aktion erinnere ihn an die Blockade „verjudeter“ Filme durch die Nationalsozialisten. „Sie nennen es Antizionismus, aber es ist Antisemitismus.“ Neben der Verteilung von Flugblättern sollen laut der Aussage eines Zeugen Besucher des Films mit den Worten „Ihr Judenschweine“ beschimpft worden sein, was von anderen jedoch bestritten wurde. Die Organisatoren des Kinos sprachen von „nicht tolerierbaren Beschimpfungen“. Sie selbst seien bedroht und drei der Gäste mit Faustschlägen verletzt worden.
Die Vorführung wurde nach zahlreichen Protesten, die den Zwischenfall als antisemitisch einstuften, am 13. Dezember 2009 am selben Ort, diesmal unter Aufsicht eines Polizeiaufgebots, nachgeholt. Rund 200 proisraelische Linke und Antideutsche demonstrierten zudem gegen „antisemitische Filmzensur in Hamburg“ mit dem Slogan „Antisemitische Schläger unmöglich machen. Auch Linke“.